# Rivière Omo (Québec)
Pour les articles homonymes, voir Omo.
La rivière Omo est un affluent de la rivière Maicasagi située à Eeyou Istchee Baie-James, dans la région administrative du Nord-du-Québec, dans la province canadienne de Québec, au Canada.
La partie supérieure du cours de la rivière Omo coule dans la partie Sud-Ouest de la réserve faunique Assinica, puis coule dans les cantons de Lucière, de Berey et de Dobeil.
Le bassin versant de la rivière Omo est desservi par la route 113 reliant Lebel-sur-Quévillon à Chibougamau. 
La surface de la rivière Omo est habituellement gelée du début novembre à la mi-mai, toutefois la circulation sécuritaire sur la glace se fait généralement de la mi-novembre à la mi-avril.

## Géographie
Les principaux bassins versants voisins de la rivière Omo sont :
- côté Nord : lac Assinica, rivière Assinica, rivière Brock (rivière Chibougamau) ;
- côté Est : Lac Comencho, lac Opataca, rivière Omo ;
- côté Sud : rivière Mildred, rivière Caupichigau, rivière Chibougamau ;
- côté Ouest : rivière Maicasagi, rivière Monsan.

La rivière Omo prend sa source à l’embouchure d’un lac non identifié (longueur : 3,4 km ; altitude : 385 m) dans la Réserve faunique Assinica. Ce lac est connexe au lac Daine situé du côté Est. Cette source de la rivière est située à :
- 44,9 km au Nord de l’embouchure de la rivière Omo (confluence avec la rivière Maicasagi) ;
- 101,4 km au Nord-Est de l’embouchure de la rivière Maicasagi (confluence avec le lac Maicasagi) ;
- 130,3 km au Nord-Est de l’embouchure du Lac au Goéland ;
- 162,6 km au Nord-Est de l’embouchure du lac Matagami ;
- 318,2 km au Sud-Est de l’embouchure de la rivière Nottaway) ;
- 180,5 km au Nord-Est du centre-ville de Matagami.

À partir du lac de tête, la « rivière Omo » coule sur 60,4 km dans la réserve faunique Assinica, selon les segments suivants : 
Partie supérieure de la rivière Omo (segment de 37,9 km)
- 7,9 km vers l’Ouest en traversant un lac non identifié (longueur : 1,1 km ; altitude : 378 m), puis vers le Sud en traversant un deuxième lac non identifiés (longueur : 2,4 km ; altitude : 372 m), jusqu’à un ruisseau (venant du Nord-Est) ;
- 3,2 km vers le Sud-Ouest, en traversant un lac non identifié (longueur : 1,4 km ; altitude : 360 m), jusqu’à son embouchure ;
- 7,8 km vers le Sud-Ouest, puis en traversant un lac non identifié (longueur : 1,5 km ; altitude : 361 m) jusqu’à son embouchure ;
- 8,0 km vers le Sud-Ouest, jusqu’à une baie de la rive Est du lac Omo ;
- 11,0 km vers le Sud-Ouest, en traversant le lac Omo (altitude : 335 m) sur sa pleine longueur ;

Partie inférieure de la rivière Omo (segment de 22,5 km)
- 3,7 km vers le Sud-Est notamment en traversant un lac non identifié (longueur : 2,6 km ; altitude : 335 m), jusqu’à sa confluence ;
- 1,8 km vers l’Ouest en traversant un lac non identifié (longueur : 5,0 km ; altitude : 335 m), jusqu’à sa confluence ;
- 5,8 km vers le Sud-Ouest en traversant un lac non identifié (longueur : 6,4 km ; altitude : 333 m), jusqu’à sa confluence ;
- 11,2 km vers le Sud-Est, jusqu’à son embouchure[2].

La « rivière Omo» se déverse dans un coude de rivière sur la rive Est de la rivière Maicasagi. De là, cette dernière coule vers le Sud-Ouest et vers l’Ouest, jusqu’à la rive Est du lac Maicasagi. Puis le courant traverse vers le Sud-Ouest par le Passage Max pour se déverser dans le lac au Goéland. Ce dernier est traversé vers le Nord-Ouest par la rivière Waswanipi qui est un affluent du lac Matagami. 
L’embouchure de la rivière Omo située à :
- 60,5 km au Nord-Est de l’embouchure de la rivière Maicasagi (confluence avec le lac Maicasagi) ;
- 89,1 km au Nord-Est de l’embouchure du Lac au Goéland ;
- 107,3 km au Nord-Est de l’embouchure du Lac Olga ;
- 46,8 km au Nord du centre du village de Waswanipi ;
- 146,5 km au Nord-Est du centre-ville de Matagami.

## Toponymie
D’origine crie, cette hydronyme signifie « la rivière où je n'ai mangé qu'une partie du dîner ».
Le toponyme « rivière Omo » a été officialisé le 5 décembre 1968 à la Commission de toponymie du Québec, soit à la création de cette commission